# النقيعة
النقيعة قرية سعودية، تتبع محافظة وادي الفرع التابعة لإمارة لمنطقة المدينة المنورة. تقع في جنوب المدينة المنورة، وتبعد عنها قرابة 110كم. ، وتبعد عنها قرابة 90 كم. وتقع شرق مركز اليتمة بنحو 20 كم تقريبا .
**قرية النقيعة** هي قرية سعودية تتبع محافظة وادي الفرع التابعة لمنطقة المدينة المنورة. 
### الموقع الجغرافي
تقع قرية النقيعة جنوب المدينة المنورة على بعد حوالي 90 كيلومترًا. وتمتاز بموقعها بين مكة المكرمة والمدينة المنورة. 
###  السكان 
يُقدر عدد سكان قرية النقيعة ببضعة آلاف نسمة، وقد يصل إلى 12 ألف نسمة. 
 وينحدر سكانها من الرخصة من قبيلة السهلية من عوف من حرب ومن جوارهم من قبائل عوف من حرب .
###  الطبيعة 
يمر بوادي النقيع، الذي يعتبر أحد أكبر أودية الحجاز وروافد وادي العقيق.   
###  المعالم
من أبرز معالم قرية النقيعة بئر النقيعة، وهي بئر تراثية قديمة يُعتقد أنها مصدر تسمية القرية.
### معلومات إضافية
- تُعرف أراضي النقيعة بخصوبتها، حيث تُزرع فيها محاصيل متنوعة.

- تشتهر بزراعة النخيل وخاصة العجوة والروثانة والصفاوي وبعض الأنواع الأخرى.

## التسمية
سميت بهذا الاسم نسبة إلى اسم بئر ماء النقيعة.